# L-アラビノースオペロン
L-アラビノースオペロン（英: L-arabinose operon）はaraオペロンまたはaraBADオペロンとも呼ばれ、大腸菌Escherichia coliにおいて五炭糖のL-アラビノースを分解するために必要なオペロンである。L-アラビノースオペロンにはaraB、araA、araDの3つの構造遺伝子（まとめてaraBADと呼ばれる）が含まれており、これらはL-アラビノースの代謝に必要な3つの酵素をコードしている。これらの遺伝子から産生されるAraB（リブロキナーゼ）、AraA（イソメラーゼ）、AraD（エピメラーゼ）は、L-アラビノースをペントースリン酸経路の中間体であるD-キシルロース-5-リン酸へ変換する。
L-アラビノースオペロンの構造遺伝子は共通のプロモーターから1本の転写産物（mRNA）として転写される。L-アラビノースオペロンの発現は、araC調節遺伝子の産物とカタボライト活性化タンパク質（CAP）-cAMP複合体によって、単一のユニットとして制御される。調節タンパク質AraCはアラビノースレベルに対する感受性があり、アラビノース存在下でのアクチベーター、アラビノース不在下のリプレッサーとしての二重の機能によってaraBADの発現を調節する。AraCタンパク質はaraBADの発現を制御するだけでなく、AraCのレベルが高い場合に自身の発現の自己制御も行う。

## 構造
L-アラビノースオペロンは構造遺伝子と、オペレーター領域（araO1、araO2）とイニシエーター領域（araI1、araI2）を含む調節領域から構成される。構造遺伝子であるaraB、araA、araDはL-アラビノースの異化に関する酵素をコードしている。また、CAP-cAMP複合体が結合してカタボライト抑制を促進するCAP結合部位が存在し、細胞のグルコース欠乏時にaraBADを正に調節する。

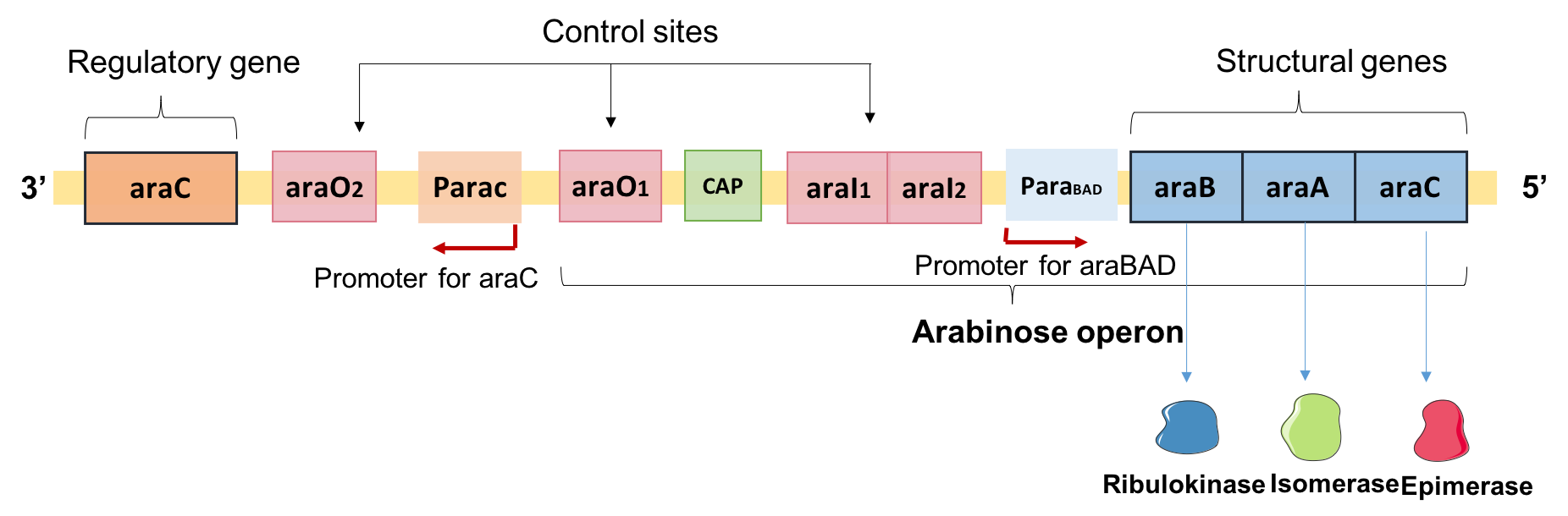
大腸菌E. coliのL-アラビノースオペロンの構造。エピメラーゼをコードしている「araC」はaraDの誤りである。

調節遺伝子であるaraCは、L-アラビノースオペロンの上流に位置し、アラビノース応答性調節タンパク質AraCをコードしている。 araCとaraBADにはそれぞれ異なるプロモーターが存在し、RNAポリメラーゼの結合と転写の開始は個別に行われる。araBADとaraCは、それぞれaraBADプロモーター（PBAD）とaraCプロモーター（PC）から逆方向に転写される。

## 機能
- araAはL-アラビノースイソメラーゼをコードし、L-アラビノースとL-リブロースの間の異性化を触媒する。

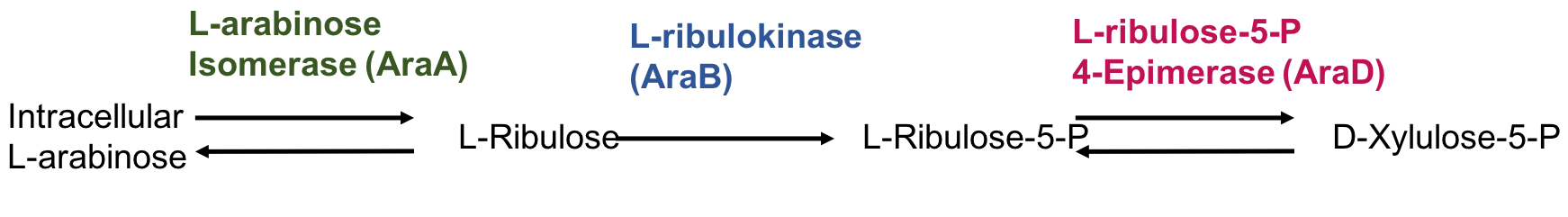
araBADオペロンによってコードされる3つの酵素の作用による、L-アラビノースの代謝経路。

- araBはリブロキナーゼをコードし、L-リブロースのリン酸化を触媒してL-リブロース-5-リン酸を形成する。
- araDはL-リブロース-5-リン酸-4-エピメラーゼをコードし、L-リブロース-5-リン酸とD-キシルロース-5-リン酸の間のエピマー化を触媒する。

| 基質                  | 酵素 | 機能           | Reversible可逆 | 産物                    |
| --------------------- | ---- | -------------- | -------------- | ----------------------- |
| L-アラビノース        | AraA | イソメラーゼ   | Yes            | L-リブロース            |
| L-リブロース          | AraB | リブロキナーゼ | No             | L-リブロース-5-リン酸   |
| L-リブロース-5-リン酸 | AraD | エピメラーゼ   | Yes            | D-キシルロース-5-リン酸 |

L-リブロース-5-リン酸とD-キシルロース-5-リン酸はどちらも、ペントースの代謝とヘキソースの代謝を関連付けるペントースリン酸経路の代謝産物である。

## 調節

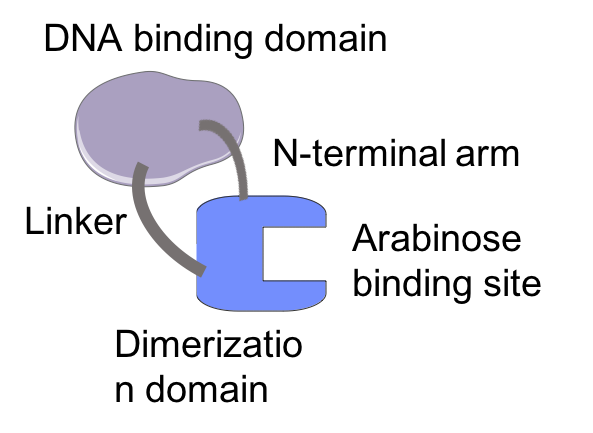
AraC単量体の構造

L-アラビノースシステムは、CAP-cAMPアクチベーターだけでなく、AraCタンパク質の結合によっても正または負に制御されている。AraCはホモ二量体として機能し、L-アラビノースオペロンのオペレーター領域とイニシエーター領域との相互作用によってaraBADの転写を制御する。AraCの各単量体は、DNA結合ドメインと二量体化ドメインの2つのドメインから構成される。二量体化ドメインはアラビノースの結合を担う。アラビノースの結合に伴ってAraCはコンフォメーションが変化し、そのためAraCには2つの異なるコンフォメーションが存在する。AraCのコンフォメーションは、アロステリックなインデューサーであるアラビノースの結合によって純粋に決定される。
またAraCは、自身の濃度が高くなりすぎた際に自身の発現を負に自己制御する。AraCの合成は、オペレーター領域（araO1）への二量体型AraCの結合によって抑制される。

### araBADの負の調節

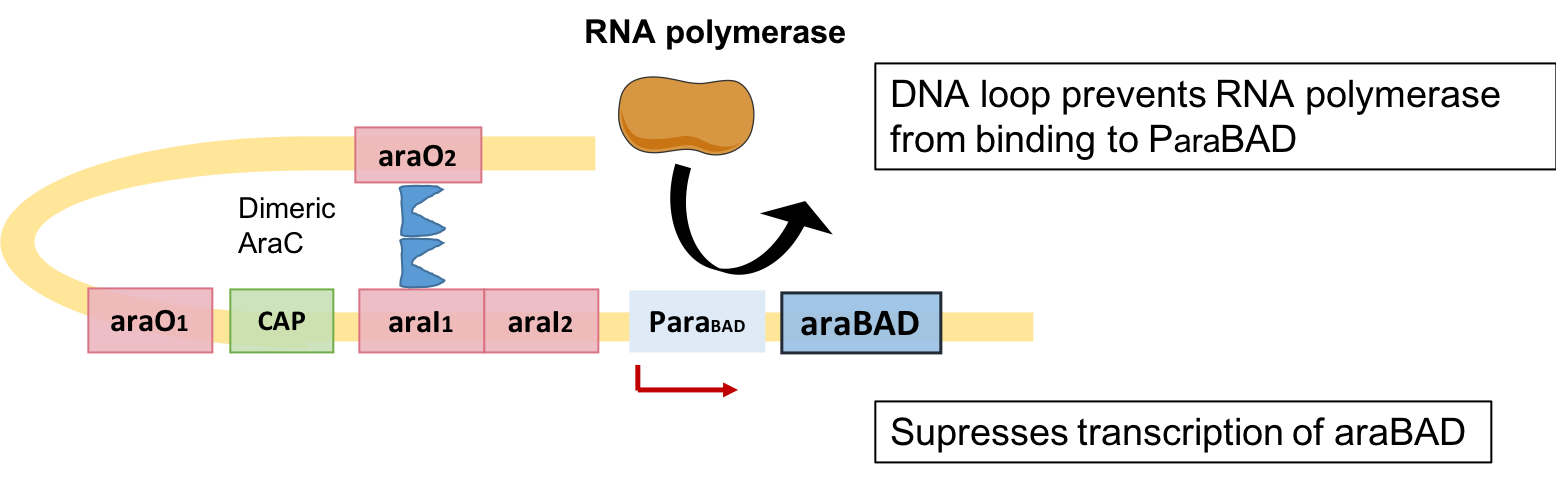
AraCタンパク質によるL-アラビノースオペロンの負の調節

アラビノースが存在しないときには、細胞はアラビノースを分解するaraBADの産物を必要としない。そのため、二量体型AraCがリプレッサーとして機能する。一方の単量体がaraBADのオペレーター（araO2）に結合し、もう一方の単量体はaraI1と呼ばれる離れたDNA領域に結合する。これによってDNAのループが形成され、araBADのプロモーターへのRNAポリメラーゼの結合がブロックされる。そのため、araBADの構造遺伝子の転写が阻害される。

### araBADの正の調節

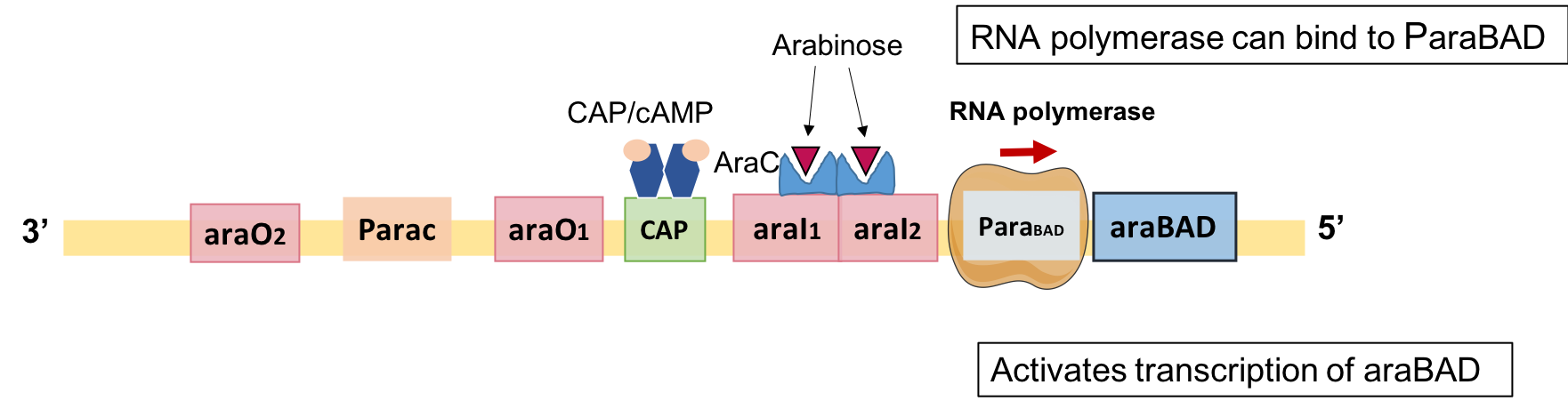
二量体型AraCとCAP-cAMPによるL-アラビノースオペロンの正の調節

araBADオペロンの発現は、グルコースが存在せずアラビノースが存在するときに活性化される。アラビノース存在下では、AraCとCAPの双方が協働してアクチベーターとして機能する。

#### AraCを介した調節
AraCはアラビノースの存在下でアクチベーターとして機能する。AraCの二量体化ドメインにアラビノースが結合すると、AraCにはコンフォメーション変化が生じる。その結果、AraC-アラビノース複合体はaraO2から解離し、DNAのループ構造が破壊される。AraC-アラビノース複合体にとっては、2つの近接した部位（araI1とaraI2）に結合する方がエネルギー的に有利となる。一方の単量体がaraI1に結合し、もう一方の単量体がaraI2に結合する。言い換えれば、AraCのへaraI2の結合は、アラビノースによってアロステリックに誘導される。この配置ではAraCの単量体の1つはaraBADプロモーターの近傍に位置し、RNAポリメラーゼがプロモーターに結合して転写を開始するのを助ける。

#### CAP/cAMPを介した調節（カタボライト抑制）
大腸菌が好む糖であるグルコースの不在下でのみ、CAPは転写のアクチベーターとして機能する。グルコースの不在下では、araI1とaraO1の間に位置するCAP結合部位に対し、CAP-AMP複合体が高いレベルで結合する。CAP-cAMPの結合はaraI1とaraO2の間のDNAループ構造を開き、AraCタンパク質のaraI2に対する結合親和性を高めることでaraBADプロモーターへのRNAポリメラーゼの結合を促進し、L-アラビノースの代謝に必要なaraBADの発現のスイッチを入れる。

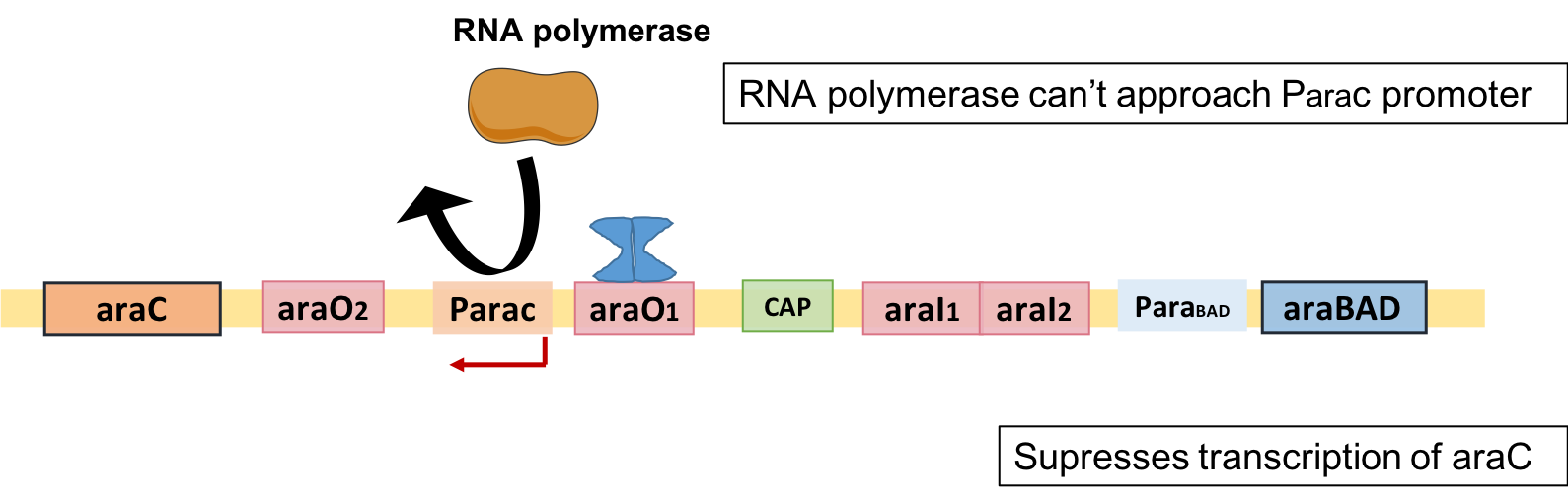
araCの発現の自己調節

### AraCの自己調節
araCの発現は、自身のタンパク質産物であるAraCによって負に制御されている。過剰なAraCはaraC遺伝子のオペレーターであるaraO1に結合し、高レベルのAraCはRNAポリメラーゼがaraCプロモーターにアクセスするのを物理的にブロックする。すなわち、AraCタンパク質は高濃度では自身の発現を阻害する。

## タンパク質発現系での利用
L-アラビノースオペロンは1970年以降分子生物学研究において注目され続けており、遺伝学、生化学、生理学、生物工学のレベルでの広く研究が行われている。L-アラビノースオペロンはタンパク質発現系で広く利用されており、緊密な制御下で標的遺伝子の発現を行うためにaraBADプロモーターが利用されている。araBADプロモーターを標的遺伝子と融合することで、標的遺伝子の発現をアラビノースのみによって調節することができるようになる。例えば、pGLO プラスミドはPBADプロモーターの制御下に緑色蛍光タンパク質（GFP）遺伝子を含んでおり、アラビノースによってGFPの産生が誘導される。